# 11322 Aquamarine
11322 Aquamarine (1995 QT) là một tiểu hành tinh vành đai chính được phát hiện ngày 23 tháng 8 năm 1995 bởi H. Abe ở Yatsuka.